# بون خیر
بونِ خیر نام محوطه‌ای است در کوخرد از توابع بخش کوخرد شهرستان بستک و در غرب استان هرمزگان در جنوب ایران. بون خِیر محوطه‌ای تاریخی و بسیار قدیمی است در وسط دهستان کوخرد فعلی واقع شده است.

## نامگذاری
وجه تسمیه این محوطه به «بون خیر» از این قرار است که در دوران بسیار دور کوخِردی‌ها خانه‌ای در نزدیکی برکه شیخ عبدالرحمن بزرگ ساختند برای مسافران و رهگذرانی که از جایی به جای دیگر می‌رفتند و از راه کوخرد عبور می‌نمودند و گاه وقتی وادار بودند برای مدتی در روستای کوخرد توقف کنند سر پناهی باشد. نام این خانه «خانه خیر» گذاشتند. دیری نگذشت که این خانه نزد رهگذران و مسافران غریبه معروف گردید و هرکس از کوخرد عبور می‌کرد شبی در آن خانه خستگی راه را از تن بدر می‌کرد و روز بعد به مسیر خود ادامه می‌داد. رهگذران در هنگام زمستان و سرما در داخل خانه می‌خوابیدند و در تابستان به پشت بام خانه می‌رفتند و در هوای آزاد تابستانه در پشت بام خانه خیر می‌خوابیدند، از اینجا بود که خانه خیر «بون خیر» نیز نامیده شد، یعنی «بام خانه خیر»، زیرا در گویش کوخردی به بام خانه «بُون خانَه» گفته می‌شود و از آنجائیکه این خانه برای خیر ساخته شده بود و خانه خیر نامگذاری کرده بودند از آن به بعد به «بون خیر» مشهور گردید.

## بازار بون خیر
بعد از مدتی محوطهٔ «بون خیر» به یک بازار عمومی تبدیل می‌یابد، و بازرگانان کالاهای خود برای فروش به «بون خیر» می‌آوردند و مردم کوخرد و روستاهای اطراف کوخرد از دور و نزدیک به بون خیر آمده لوازم مورد نیازشان از «بازار بون خیر» کوخرد خریداری می‌کردند و به روستاهای خودشان برمی‌گشتند.
در آن دوران کامیونهای بزرگ از طرف لار و جهرم و حتی شیراز به بون خیر آمده خواربار و مواد خوراکی و به ویژه میوه‌جات زمستانی مانند انار و سیب و پرتقال و زردآلو و غیره می‌آوردند و در بازار بون خیر می‌فروختند.

## کاروانهای زمستانی
در فصل زمستان و سرما و موسم ماهی‌گیری از آب‌های خلیج فارس، کاروانهای بازرگانی از کرانه خلیج فارس به بازار بون خیر می‌آمدند. این کاروانها که از ده‌ها نفر شتر تشکیل می‌یافت، همراه با کاروانسالاران مجرب و زیرک از فراز کوه‌های بون، کوه زیر و راه «گوچی» به کوخرد می‌آمدند و از ساحل دریا ماهی تازه و ماهی خشک و ماهی ساردین (هشینه) و موتوت می‌آوردند و در بازار بون خیر می‌فروختند، کاروانسالاران چندین روز در خانه خیر می‌ماندند و در محوطهٔ بون خیر جنب وجوش و هیاهوی خاصی برپا می‌شد و مردم منطقه در حال خرید و بازدید از کاروانهای از دور رسیده بودند.

## بزرگسالان کوخرد و بون خیر
بون خیر در دوران قدیم برای بزرگسالان کوخرد مانند یک مجلس عمومی بود که در آن جمع می‌شدند.
بزرگسالان و پیرمردها و ریش‌سفیدان کوخرد در دو وقت بامداد و شامگاه در «بون خبر» جمع می‌شدند، در این گردهمایی‌ها همچون یک کنفرانس عمومی یا کمیسیونهای مجالس اداری از پیش تعیین ساعت و وقت در نظر گرفته می‌شد. در این اجتماعات مسائل اجتماعی دینی و شرعی مطرح می‌شد، و گاهی نیز وقتی برای بازگویی نام گذشتگان و نیکوکاران و داستان‌های شیرین و حکایات زمان صرف می‌شده است. «بون خیر» تا سی سال پیش مکانی پررونق و آباد بوده است؛ ولی با گذشت روزگار و درگذشت کهنسالان وریش سفیدان و پیر مردان پیشین، «بون خیر» نیز کم‌کم رونق خود را از دست می‌دهد تا اینکه در بیست سال گذشته به‌طور کلی آن همه هیاهو و جنب جوش و رفت آمد کاروانها از محوطهٔ تاریخی «بون خیر» ناپدید می‌شوند. اکنون فقط خرابه‌های «خانه خیر» برجای مانده است که حکایت از دوران پرشکوه آن زمان بیاد ماندنی دارد.